# Andrea Štaka

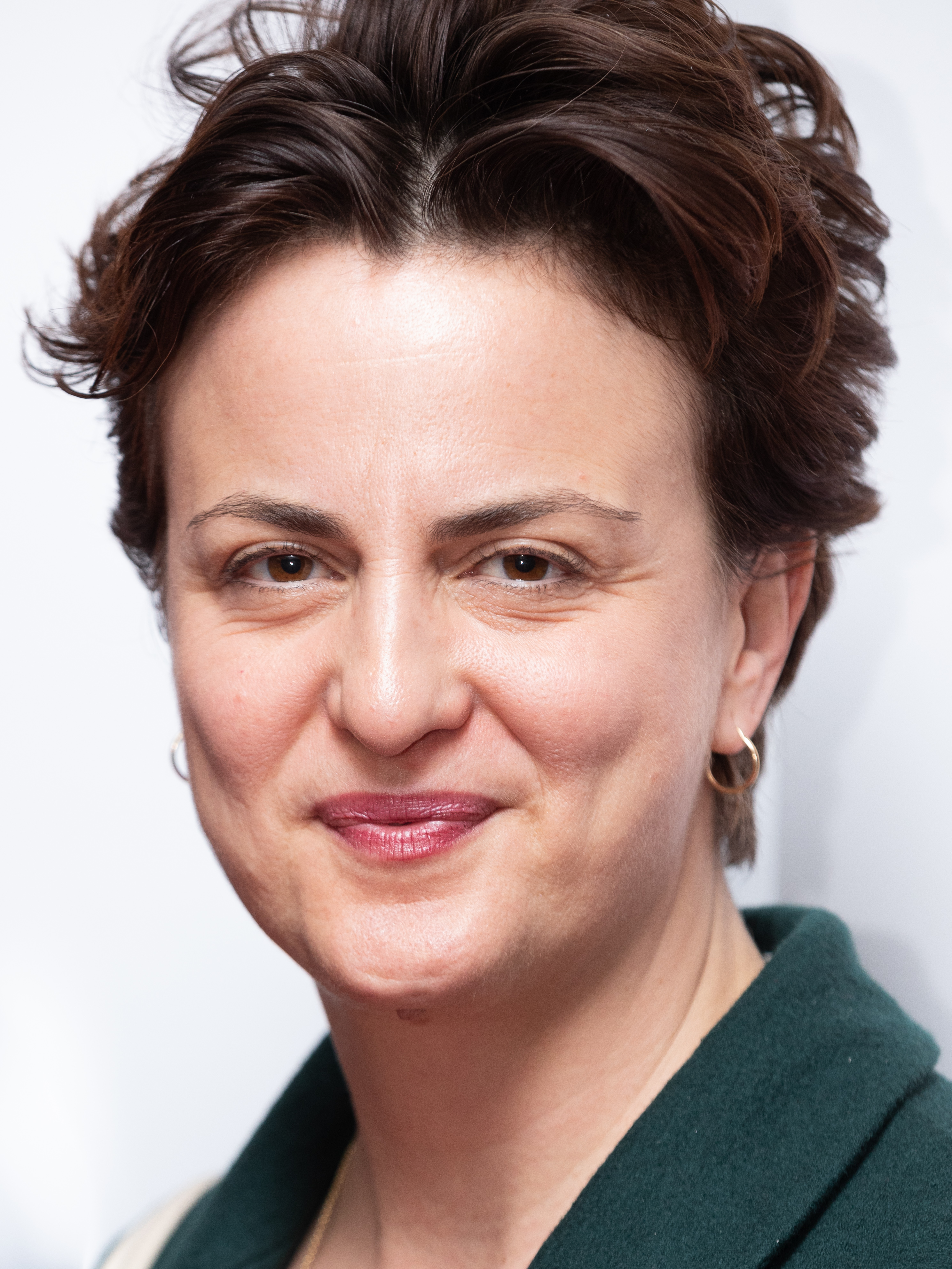
Andrea Štaka (2020)

Andrea Štaka (* 1973 in Luzern, Schweiz) ist eine Schweizer Filmregisseurin und Drehbuchautorin. Sie lebt in Zürich.

## Biografie
Andrea Štaka begann ihre Karriere früh als Fotografin, wechselte jedoch später zu Film und Regie. Sie absolvierte ihr Filmstudium an der Hochschule für Gestaltung und Kunst Zürich (heute ZHdK).
Bereits ihr Abschlussfilm Hotel Belgrad (Spielfilm, 13 min) wurde 1998 am Locarno Film Festival uraufgeführt, sowie an diversen Festivals gezeigt. Ihr erster langer Film, der Dokumentarfilm Yugodivas, wurde 2001 ebenfalls dort gezeigt. Beide Filme waren für den Schweizer Filmpreis nominiert. Ihr erster Spielfilm Das Fräulein, für den sie im Jahr 2006 in Locarno mit dem Goldenen Leoparden ausgezeichnet wurde und der an internationalen Festivals wie beispielsweise dem Sundance Film Festival gezeigt wurde, brachte ihr weitere Bekanntheit, sowie unter anderem den Zürcher Filmpreis sowie den Schweizer Filmpreis für das beste Drehbuch.
2007 gründete sie die Produktionsfirma Oko Film mit Sitz in Zürich, zusammen mit ihrem damaligen Mann Thomas Imbach. In ihrer Funktion als Produzentin wirkt sie an diversen Filmen Imbachs mit.
2015 erhielt sie für ihren Film Cure – Das Leben einer Anderen den Preis für den gesellschaftlich relevanten Film beim Filmfestival Max Ophüls Preis.
Ihr dritter Langspielfilm Mare wurde 2020 in der Sektion Panorama der Internationalen Filmfestspiele Berlin uraufgeführt. Der Film wird an diversen Festivals gezeigt. Er wurde am Sarajevo Film Festival mit zwei Preisen ausgezeichnet und gewinnt 2021 an den Solothurner Filmtagen den Prix de Soleure, verliehen von der Jury bestehend aus der Theaterdirektorin Anne Bisang, dem Regisseur Markus Imhoof und der Schriftstellerin Meral Kureyshi.
2022 wurde sie eingeladen, für das Projekt Postcards from the Future einen Kurzfilm zu drehen, der im Rahmen des Filmfestivals Locarno auf der Piazza Grande gezeigt wird. Nebst Štaka sind weitere Regieleute wie Fredi M. Murer, Annemarie Jacir oder Claire Simon Teil des Projektes.
Gemeinsam mit Christian Johannes Koch führte sie Regie bei der 2. Staffel der TV-Serie Neumatt, die anfangs 2023 im Schweizer Fernsehen ausgestrahlt wurde. Die Serie wird ab Sommer 2023 auf Netflix verfügbar sein.

## Rezeption
Durch ihr kontinuierliches, künstlerisches Schaffen ist Štaka in der internationalen Filmszene bekannt, und wurde für diverse Magazine wie Cineuropa, Variety oder Screen Daily interviewt. Ihre Filme stiessen immer wieder auf positives Echo; wiederholt wurde sie für ihren Eigensinn sowie ihre Feinfühligkeit gelobt. Dabei wird immer wieder auf ihre starken, eigenwilligen Frauenfiguren hingewiesen, die im Zentrum ihrer Filme stehen.
So attestiert ihr die schweizerisch-kanadische Film- und Medienwissenschaftlerin Marcy Goldberg eine starke eigene Handschrift, die seit Anbeginn von Štakas filmischen Schaffen sichtbar sei; Ola Salwa schreibt in Cineuropa nach der Weltpremiere von Mare in Berlin: «What makes this modest film stand out is its quietude – the tone and the mood are consistent with Mare’s emotional condition. There is a great chemistry between the director and her lead actress, as they perfectly nail the state in which one is not unhappy with one’s life, but is not happy either.»

## Filmografie

### Regie und Drehbuch
- 1998: Hotel Belgrad (Kurzfilm)
- 2000: Yugodivas (Dokumentarfilm)
- 2006: Das Fräulein
- 2014: Cure – Das Leben einer Anderen
- 2020: Mare
- 2020: My Mom, my Son and Me (Essay)
- 2022: Neumatt (TV-Serie, 2. Staffel; nur Regie)

### Produktion
- 2013: Mary Queen of Scots (auch Drehbuch, Regie: Thomas Imbach)
- 2014: Love Island (Regie: Jasmila Žbanić)
- 2014: Cure – Das Leben einer Anderen
- 2018: Glaubenberg (Regie: Thomas Imbach)
- 2020: Nemesis (Dokumentarfilm)
- 2025: The Exposure (Regie: Thomas Imbach)

## Auszeichnungen
- 1998: Grand Prix du Jury, Recontres Internationales Henri Langois, Poitiers (Hotel Belgrad)
- 1998: Bester Film, Seh-Süchte Festival, Berlin (Hotel Belgrad)
- 1998: Beste Regie, Brooklyn International Film Festival, New York (Hotel Belgrad)
- 2000: Qualitäts Auszeichnung, Schweizer Kulturbüro (Yugodivas)
- 2006: Goldener Leopard, Locarno Film Festival (Das Fräulein)
- 2006: Heart of Sarajevo Award, Best Film and Best Actrice, Sarajevo Film Festival (Das Fräulein)
- 2006: Zürcher Filmpreis (Das Fräulein)
- 2007: Primo Premio di Sguardialtrove, Sguardi Altrove Film Festival (Das Fräulein)
- 2007: Grand Prix Golden Seahorse, Batumi International Art House Film Festival (Das Fräulein)
- 2007: Special Mention of the Jury, Shadowline Salerno Film Festival (Das Fräulein)
- 2007: FIPRESCI Prize, Semana Internacional de Cine (Das Fräulein)
- 2015: Preis für den gesellschaftlich relevanten Film, Max-Ophüls-Festival (Cure)
- 2020: CICAE Award und Preis für die beste Hauptdarstellerin, Sarajevo Film Festival (Mare)
- 2021: Jurypreis, Prix de Soleure, Solothurner Filmtage (Mare)